# Tadeusz Maj (kapral)
Tadeusz Maj (ur. 19 kwietnia 1916 w Strzelcach Małych, zm. 10 listopada 2013 w Chicago) – plutonowy radiooperator Polskich Sił Powietrznych , weteran kampanii wrześniowej i walk o Tobruk, przewodniczący Stowarzyszenia Lotników Polskich w USA i Kanadzie.

## Życiorys
Przyszedł na świat 19 kwietnia 1916 roku w Strzelcach Małych w dzisiejszym powiecie brzeskim jako syn Wojciecha i Marii z domu Drabik.
W 1934 w wieku osiemnastu lat zgłosił się do służby wojskowej, trafił do Korpusu Ochrony Pogranicza. Od grudnia 1936 roku był dowódcą strażnicy KOP „Stajki” na trójstyku Polski, Rosji i Łotwy. Podczas służby w KOP ukończył kurs narciarski.
26 sierpnia 1939 roku został skierowany do 16 pułku piechoty Ziemi Tarnowskiej. 19 września 1939 roku pułk przekroczył granicę węgierską, jednak polscy żołnierze – wbrew umowie – zostali internowani. 11 grudnia kapral Maj uciekł z Komarom do Konsulatu RP w Budapeszcie. W 1940 roku wstąpił do 2 pułku Samodzielnej Brygady Strzelców Karpackich. Jako dowódca drużyny 4 kompanii w stopniu kaprala wziął udział w bitwie o Tobruk, gdzie walczył od 22 sierpnia do 10 grudnia 1941 roku. Gdy w bitwie pod Gazala został raniony odłamkiem z moździerza, spędził sześć tygodni w przytułku. Później zachorował na malarię. W 1943 roku w Iraku rozpoczął kurs pilotażu, którego jednak nie ukończył. Następnie trafił do Anglii. Po odbyciu rocznego szkolenia radiooperatorskiego został radionawigatorem w dywizjonie 300, gdzie służył na samolotach Avro Lancaster. W Royal Air Force otrzymał numer ewidencyjny 706841 .
W 1946 roku został przeniesiony do Korpusu Przygotowania i Rozmieszczenia. 1 października 1948 roku na statku „Queen Elizabeth” wyemigrował do USA. Zamieszkał u siostry przy N. Maplewood Avenue w Chicago w stanie Illinois.

## Ordery i odznaczenia
- Krzyż Kawalerski Orderu Odrodzenia Polski (3 maja 1988, za wieloletnią pracę niepodległościową i na rzecz Skarbu narodowego na terenie Stanów Zjednoczonych Ameryki Płn.)[4].
- Krzyż Oficerski Orderu Zasługi Rzeczypospolitej Polskiej (24 sierpnia 2012, za wybitne zasługi w działalności kombatanckiej i polonijnej, za pielęgnowanie tradycji żołnierzy Polskich Sił Zbrojnych na Zachodzie, za propagowanie lotnictwa polskiego na świecie)[5].
- Krzyż Walecznych (14 listopada 1941, z rąk gen. Władysława Sikorskiego)[6].
- Order Krzyża Wolności – Estonia.
- Medal Lotniczy dwukrotnie[1]